# جوایز بوتاکا
جوایز بوتاکا (اسپانیایی: Premios Butaca‎) نام یک مراسم اهدای جایزه به آثار تئاتری، نمایشی و سینمایی است که از سال ۱۹۹۵ به‌طور سالیانه در کاتالونیا برگزار می‌شود و به بهترین‌های تئاتر و سینما در کاتالونیا اهدا می‌شود.
این مراسم هر سال، در شهرهای متفاوتی در ناحیهٔ کاتالونیا برگزار می‌شود. به عنوان مثال، مراسم سال ۲۰۰۶ در بیلادکانس، مراسم ۲۰۰۷ در ماتارو، مراسم ۲۰۰۸ در پرمیا د مار و سه مراسم بعدی در بارسلون برگزار شد. نامزدها توسط کمیته‌ای از افرادی که هیچ ارتباط مستقیم یا غیرمستقیمی با دنیای تئاتر ندارند و باید حداقل در ۳۶ نمایش در طول فصل حضور داشته باشند، انتخاب می‌شوند.
این جوایز به شاخه‌های مختلفی از هنرهای نمایشی (تئاتر، نمایش موزیکال، رقص، سینما) اهدا می‌شود که از آن میان به «بهترین فیلم»، «بهترین تئاتر»، «بهترین بازیگر مرد و زن»، «بهترین طراحی صحنه» و «بهترین طراحی لباس» اشاره کرد. این جوایز در کاتالونیا بسیار معتبر تلقی می‌شوند.